# Szkandium
A szkandium a periódusos rendszer egyik kémiai eleme, rendszáma 21, vegyjele Sc. Ritka fém.
A szkandium ezüstfehér fém, a természetben csak vegyületeiben fordul elő, a szkandiumércek ritka ásványok, melyek Skandináviában és máshol találhatók. Az ittriummal és a lantanoidákkal együtt a ritkaföldfémek közé tartozik.

## Története
Létezését Mengyelejev már 1871-ben megjósolta és sajátságait is megadta. Oxidját Lars Fredrik Nilson(en) svéd kémikus állította elő 1879-ben. Nevét Skandinávia latin nevéből (Scandia) kapta.

## Előfordulása
Igen ritka fém, de van egy önálló ásványa, a thortveitit (Sc2Si2O7). Kis mennyiségben sok más ásványban is előfordul. A volframit feltárási maradékában 0,3% szkandium-oxid van.

## Előállítása
Thortveititből szénnel keverve és klórgázzal való kezelés útján kloridját állítják elő, ebből elektrolízissel választható le a szkandium, olvadt cink katódra; cinkötvözetéből a cinket magas hőmérsékleten ledesztillálják.

## Fizikai és kémiai tulajdonságai

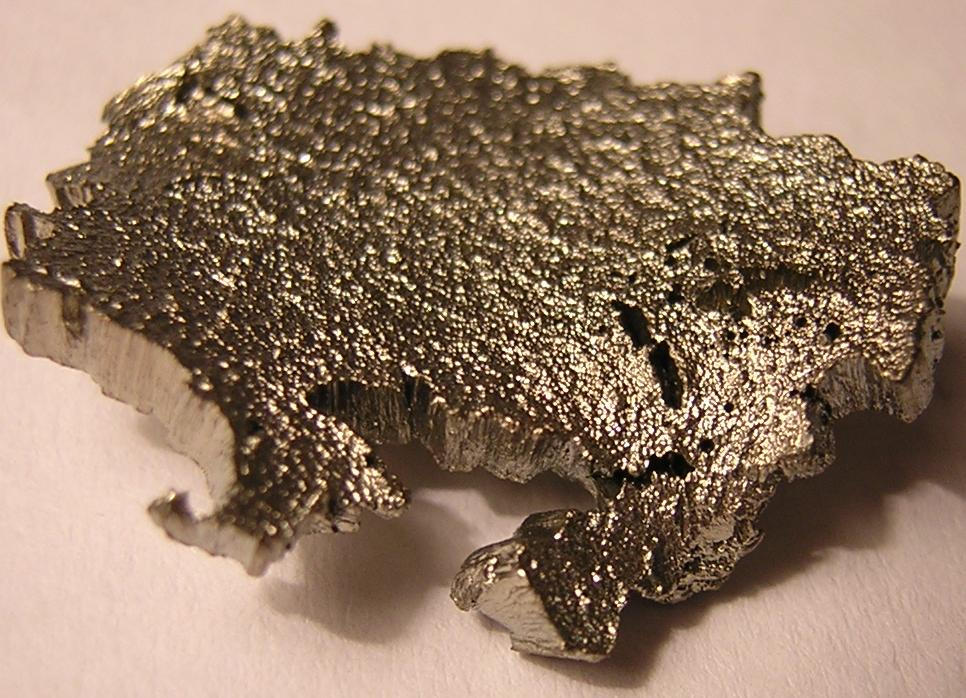
Szkandium

Fehér színű, könnyű fém ; kristályrácsa hatszöges szoros illeszkedésű. Vegyületei majdnem mind ionvegyületek, ezekben mindig három vegyértékű (Sc3+). Sói könnyen hidrolizálnak. A szkandium-hidroxid (Sc(OH)3) alkálilúgokban nem oldódik. Fluoridja oldhatatlan; kloridja, nitrátja és szulfátja könnyen oldható. Levegő hatására enyhe sárgás-rózsaszínes elszíneződést mutat. Tiszta állapotban nem áll ellen az időjárás hatásainak, és a belőle készült tárgyak híg savakkal történő hosszabb érintkezés hatására tönkremennek. Néhány más reaktív fémhez hasonlóan azonban a szkandiumot sem támadja meg a salétromsav (HNO3) és hidrogén-fluorid (HF) 1:1 arányú elegye.
A szkandium ritka előfordulása nem véletlen. Ebben a rendszámtartományban a termonukleáris reakciók hatására rendszerint sokkal nagyobb mennyiségben keletkeznek páros, mint páratlan rendszámú elemek. Ennek oka, hogy a szén-12-től kezdve ezek az elemek általában a könnyebb elemek hélium-4 atommaggal történő fúziójával jöttek létre. Ezért a szkandium közelében az argon (rendszáma 18), a kalcium (20), a titán (22) és a króm (24) a gyakori, ugyanakkor a páratlan rendszámú elemek, mint a kálium (19), szkandium (21) és vanádium (23) alig keletkeztek, és ezért jóval ritkábban fordulnak elő.

### Kimutatása
Szkandiumion-tartalmú oldatokból oxálsav fehér oxalátot választ le, valamint a tioszulfátja is csapadékot ad. A ritkaföldfémektől úgy lehet elválasztani, hogy a fluoridok keverékét ammónium-fluorid oldattal kezeljük, mely csak a szkandium-fluoridot oldja ki komplex fluorid alakjában.

## Vegyületei
A szkandium kémiáját csaknem teljesen az Sc3+ háromértékű ion határozza meg. Az M3+ ionok sugarát alább bemutató táblázatból látható hogy a kémiai tulajdonságok tekintetében a szkandiumionok sokkal inkább hasonlítanak az ittriuméra, mint az alumíniuméra. Részben e hasonlóság miatt is a szkandiumot gyakran a lantanoidaszerű elemek közé sorolják.
| Al   | Sc   | Y    | La    | Lu   |
| 53,5 | 74,5 | 90,0 | 103,2 | 86,1 |

### Oxidok és hidroxidok
Az Sc2O3 oxid és az Sc(OH)3 hidroxid amfoterek:
Sc(OH)3 + 3 OH− → Sc(OH)3−6
Sc(OH)3 + 3 H+ + 3 H2O → [Sc(H2O)6]3+
A szkandium-oxid-hidroxid (ScO(OH)) α- és γ-formái izostrukturálisak az alumínium-oxid-hidroxid megfelelőikkel. Az Sc3+ vizes oldatai hidrolízis miatt savasak.

### Halogenidek és pszeudohalogenidek
Az ScX3 halogenidek (X = Cl, Br, I) vízben jól oldódnak, de az ScF3 oldhatatlan. A szkandium mind a négy halogenidben hatos koordinációjú. A halogenidek Lewis-savak, például az ScF3 fluoridionok feleslegét tartalmazó oldatban feloldódik [ScF6]3− komplex képződése közben. A hatos kooridnációs szám jellemző a Sc(III)-ra. A nagyobb méretű Y3+ és La3+ ionok esetén a 8-as és 9-es koordinációs szám a jellemző. A szkandium(III)-triflátot esetenként a szerves kémiában Lewis-sav katalizátorként használják.

### Szerves származékok
A szkandium egy sor fémorganikus vegyületet képez ciklopentadienil (Cp) ligandummal, ebben a lantanoidák viselkedéséhez hasonlít. Egyik példa az [ScCp2Cl]2 klórhidas dimer és ennek rokon, pentametilciklopentadienil ligandumos származékai.

### Ritka oxidációs állapotok
A +3-astól eltérő oxidációs számú szkandiumvegyületek ritkák, de jól jellemzettek. Az egyik legegyszerűbb a kékes-fekete CsScCl3. Ez a vegyület lapszerű szerkezetű, melyben a szkandium(II)-centrumok között kiterjedt kötéseket tartalmaz. A szkandium-hidrid kevéssé ismert, de az eddigi ismeretek alapján az Sc(II)-nek valószínűleg nem sószerű hidridje. A legtöbb elemhez hasonlóan magas hőmérsékleten gázfázisban a kétatomos szkandium-hidridet is megfigyelték spektroszkópiai úton. A szkandium-boridok és -karbidok – a szkandiummal szomszédos elemekéhez hasonlóan – nemsztöchiometrikus vegyületek.

## Fordítás
- Ez a szócikk részben vagy egészben  a   Scandium című angol Wikipédia-szócikk ezen változatának fordításán alapul.  Az eredeti cikk szerkesztőit annak laptörténete sorolja fel. Ez a jelzés csupán a megfogalmazás eredetét és a szerzői jogokat jelzi, nem szolgál a cikkben szereplő információk forrásmegjelöléseként.